# Max Fortemps
 (janvier 2023).
Si vous disposez d'ouvrages ou d'articles de référence ou si vous connaissez des sites web de qualité traitant du thème abordé ici, merci de compléter l'article en donnant les références utiles à sa vérifiabilité et en les liant à la section « Notes et références ».
Max Fortemps est un handballeur belge né le 2 février 1986. Il évolue au poste de demi-centre au Grand Nancy ASPTT HB ou il est capitaine. Il porte le numéro 23. Il évolue également en équipe nationale de Belgique. Il s'occupe également des entraînements des -14 ans avec Didier Joseph.

## Carrière
Fortemps a commencé le handball à l’âge de plus ou moins 6 ans au HC Visé BM en Belgique. À 17 ans il rejoint l’équipe sénior où il joua pendant 1 an. Ensuite il effectue un tournoi de qualification pour les championnats d’Europe avec la Belgique à Cesson. Le coach de l’époque Paul Matt connaissait l’entraineur de Cesson et lui avait demandé s’il avait vu de bons jeunes. Max Fortemps a été contacté par la suite et il fut, donc transféré au Grand Nancy ASPTT HB à 18 ans.
En 2014, Max revient en Belgique dans le club de l'Union beynoise.
Concernant le parcours en sélection nationale, Max Fortemps commença à 12 ans, d’abord par les sélections francophones (la selection LFH) toujours en Belgique et ensuite celles de l’équipe nationale.